# شارل-فردینان راموز
شارل-فردینان راموز (به فرانسوی: Charles-Ferdinand Ramuz, dit C. -F. Ramuz؛ زادهٔ ۲۴ سپتامبر ۱۸۷۸ –درگذشتهٔ ۲۳ مه ۱۹۴۷) شاعر و نویسنده فرانسوی‌زبان سوئیسی است.

## آثار
- دهکده کوچک (۱۹۰۳)
- آلین (۱۹۰۵)
- کیفیت‌های زندگی
- ژان لوک ستمدیده (۱۹۰۹)
- بهار بزرگ
- درمان بیماری‌ها
- شادی در آسمان
- ترس بزرگ در کوه (۱۹۲۶)
- زیبائی به روی خاک (۱۹۲۷)
- فارینه یا سکته قلبی
- قامت مرد
- پسربچه اهل ساووا (۱۹۳۶)
- نیاز به عظمت (۱۹۳۷)
- یادداشت‌های روزانه
- نامه‌ها
- آدم و حوا (۱۹۳۲)